# DVS
DVSシューカンパニーは1995年にケヴィン・ダンラップとプロスケーターのティム・ガヴィンによってカリフォルニア州トランスで創立されたシューカンパニー。
創立当初はスケートボード専門のメーカーだったが、現在では女性向けや子供向けのシューズ、サンダルなどのスケートボードのラインとは外れたものも製造している。
DVSのサポートはスケーターだけではなく、スノーボードやモトクロス、サーフ、レーシングカー、ミュージシャンなど幅広く行っている。